# Alphonsus Augustus Sowada
Alphonsus Augustus Sowada, né le 23 juin 1933 à Avon, est un missionnaire, prélat indonésien originaire des États-Unis, évêque du diocèse d'Agats en Indonésie de 1969 à 2001.

## Biographie
Il est ordonné prêtre pour les Chanoines réguliers de la Sainte-Croix le 31 mai 1958, puis il est envoyé aux Indonésie.

## Évêque
Le 25 mai 1969, le pape Paul VI le nomme Évêque d'Agats, il reçoit l'ordination épiscopale le 23 novembre 1969 suivant des mains de Mgr Joseph Mees Nonce apostolique en Indonésie.